# خانه جهانی بانی
خانه جهانی بانی مربوط به اواخر دوره قاجار است و در کاشان، بلوار نماز، گذر محله، جنب مسجد جعفریه، پلاک ۷ واقع شده و این اثر در تاریخ ۱۶ دی ۱۳۸۷ با شمارهٔ ثبت ۲۴۴۶۶ به‌عنوان یکی از آثار ملی ایران به ثبت رسیده است.